# Vincent Ward
Vincent Ward (ur. 16 lutego 1956 w Greytown) – nowozelandzki reżyser i scenarzysta filmowy.
Jego trzy wczesne dzieła, Dojrzewanie (1984), Nawigator (1988) i Mapa ludzkiego serca (1992), były pierwszymi filmami z Nowej Zelandii zaprezentowanymi w selekcji MFF w Cannes. Sukces komercyjny odniosła jego hollywoodzka produkcja Między piekłem a niebem (1998) z Robinem Williamsem w roli głównej, która zdobyła Oscara za najlepsze efekty specjalne.